# Karl Lucae

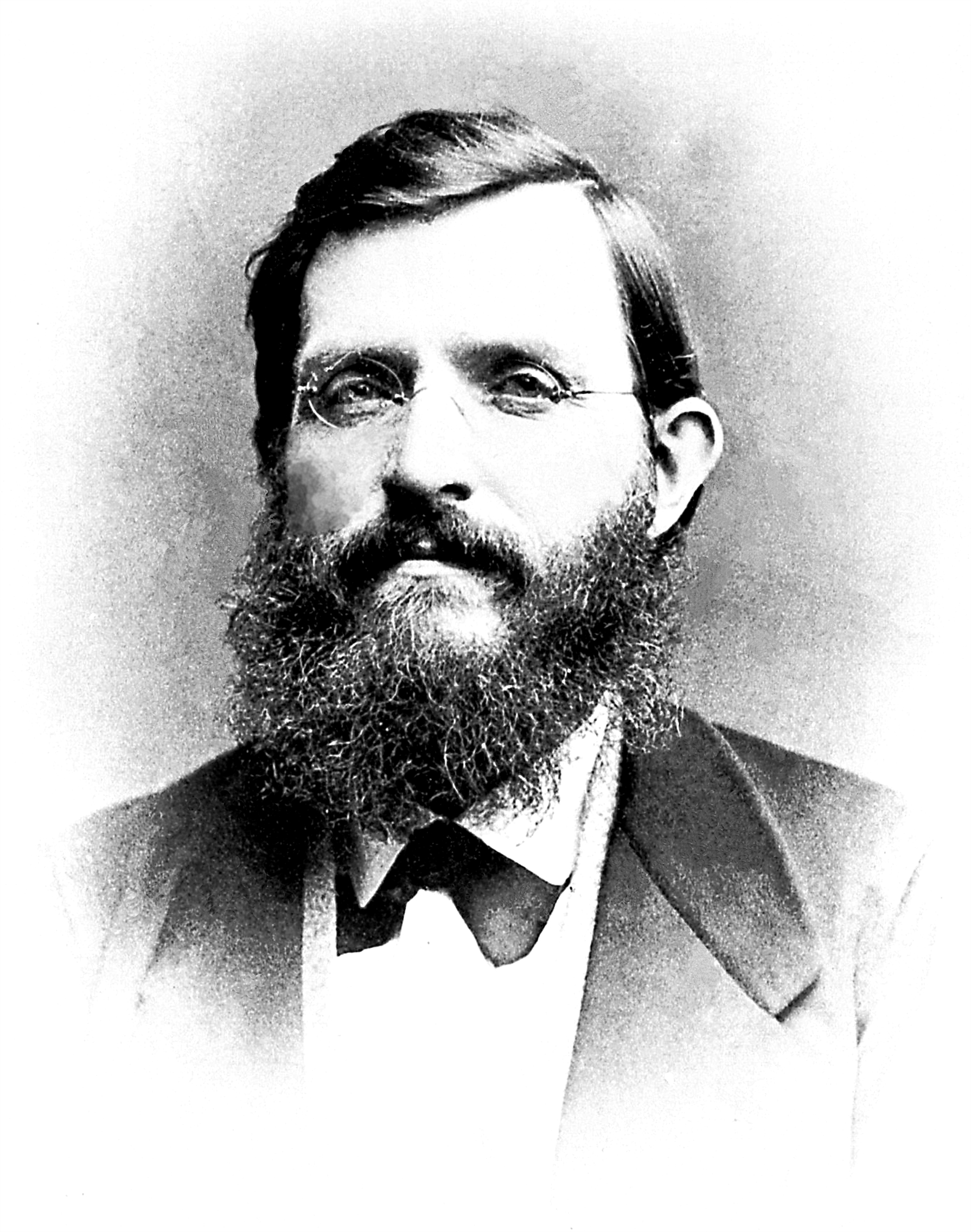
Karl August Hermann Sigismund Lucae

Karl August Hermann Sigismund Lucae (auch Carl Lucae; * 7. August 1833 in Berlin; † 30. November 1888 in Marburg) war ein deutscher Germanist und Hochschullehrer.

## Leben
Lucae war Sohn des Apothekers August Friedrich Theodor Lucae (1800–1848) und besuchte das Berliner Friedrich-Wilhelm-Gymnasium sowie die Lateinische Hauptschule in Halle. 1854 begann er das Studium der Philologie und Geschichte. Er studierte an den Universitäten von Berlin, Bonn und Halle (Saale). Zu seinen akademischen Lehrern zählte Moriz Haupt. Seine Promotion zum Dr. phil. erfolgte am 16. August 1859 mit der Dissertation De Parzivalis poematis Wolframi Eschenbacensis locis aliquot difficilioribus in Halle. Dort habilitierte er sich am 5. Dezember 1862 mit der Schrift De nonnullis locis Wolframianis: adiecta est tabula lapide expressa. Anschließend lehrte er in Halle als Privatdozent für deutsche Sprache und Literatur. Er war Mitglied der Kösener Vogelweiden.
Lucae folgte zum 11. April 1868 einem Ruf als ordentlicher Professor der deutschen Sprache und Literatur an die Universität Marburg. Dort war er 1870 Dekan der Philosophischen Fakultät sowie 1874, 1875 und 1877 Rektor der Universität. 1876 wirkte er als Direktor des Germanistischen Seminars der Universität und von 1876 bis 1880 als Direktor der Wissenschaftlichen Prüfungskommission für Kandidaten des höheren Schulamts sowie von 1880 bis 1886 Vorsitzender der Kommission für die wissenschaftliche Staatsprüfung der Kandidaten des geistlichen Amts. Ab 1884 war er in seinem Wirken durch ein Nervenleiden eingeschränkt.
Lucae war auch lokalpolitisch engagiert, so Mitglied des Bürgerausschusses und des Stadtrates in Marburg. Seit 1880 war Lucae Ehrenmitglied des Akademisch-Neuphilologischen Vereins Marburg, der heutigen Marburger Burschenschaft Rheinfranken.
Der Mediziner August Lucae und der Architekt Richard Lucae waren seine Brüder.

## Werke (Auswahl)
- De Parzivalis poematis Wolframi Eschenbacensis locis aliquot difficilioribus, Waisenhaus, Halle 1859.
- De nonnullis locis Wolframianis: adiecta est tabula lapide expressa, Waisenhaus, Halle 1863.
- Ueber Schillers Wilhelm Tell, Waisenhaus, Halle 1865.
- Leben und Dichten Walthers von der Vogelweide, Waisenhaus, Halle 1867.
- Zur Goetheforschung der Gegenwart, Elwert, Marburg 1878.
- Der Weinschwelg: ein altdeutsches Gedicht aus der zweiten Hälfte des 13. Jahrhunderts, Niemeyer, Halle 1886.
- Aus deutscher Sprach- und Litteraturgeschichte, Elwert, Marburg 1889.